# Праведники народов мира

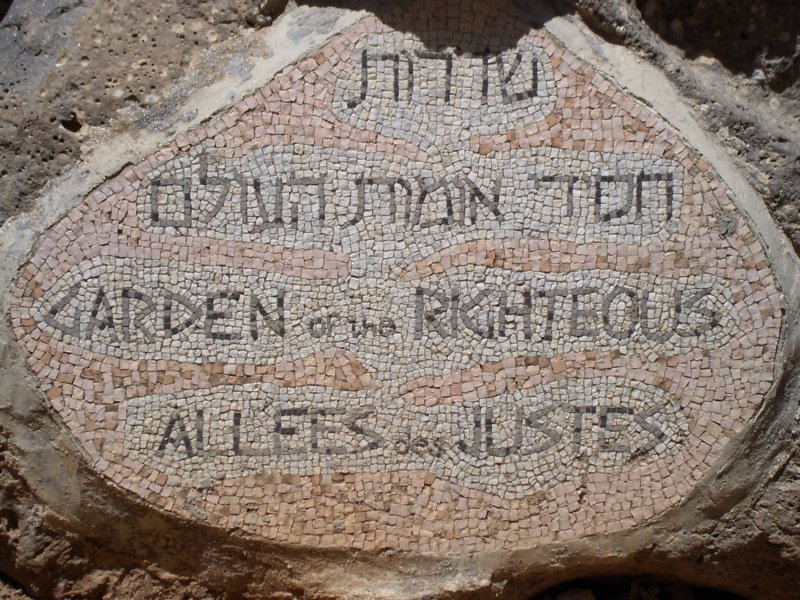
Камень у аллеи праведников народов мира в Иерусалиме, Израиль

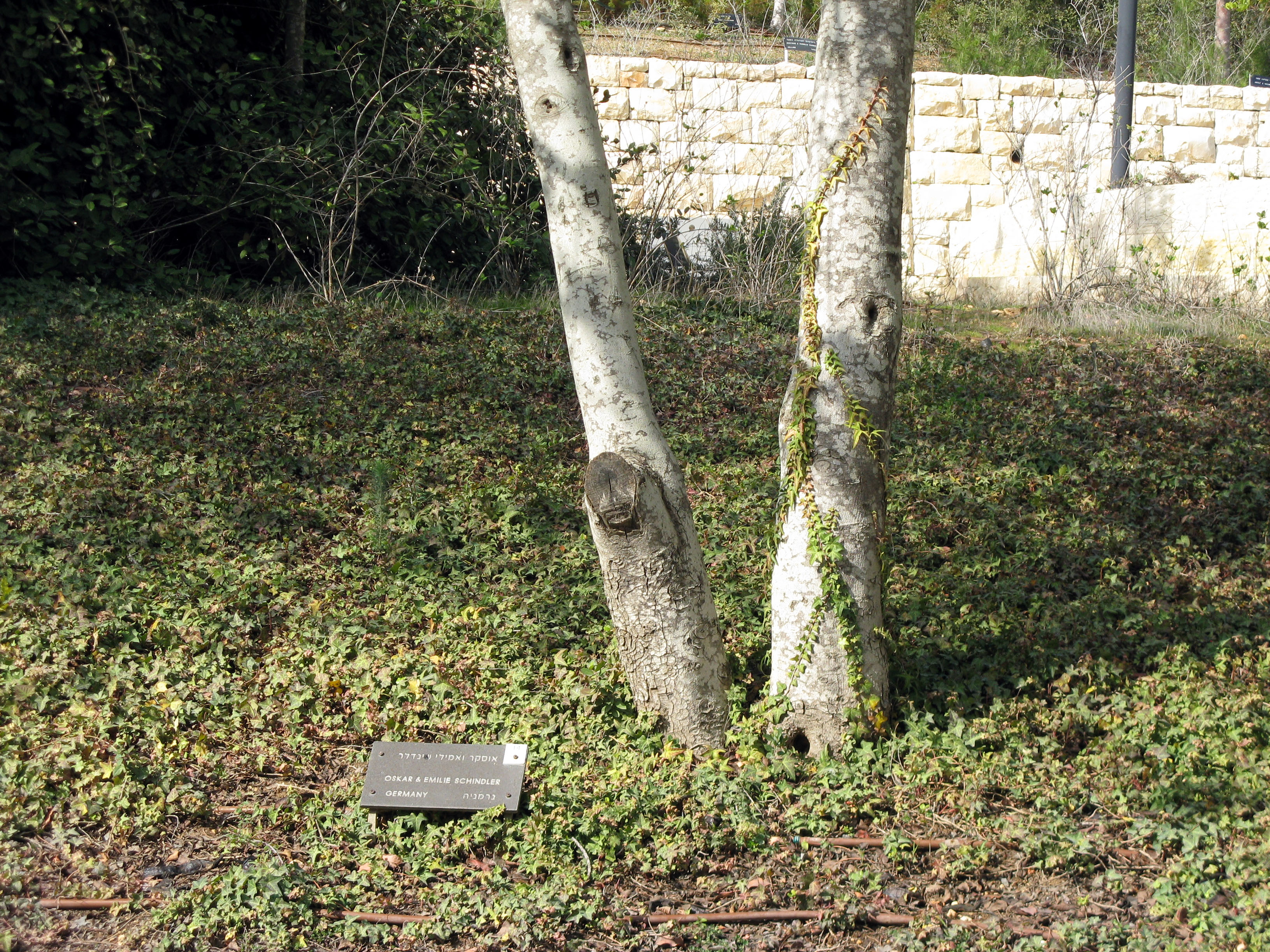
Дерево Оскара Шиндлера

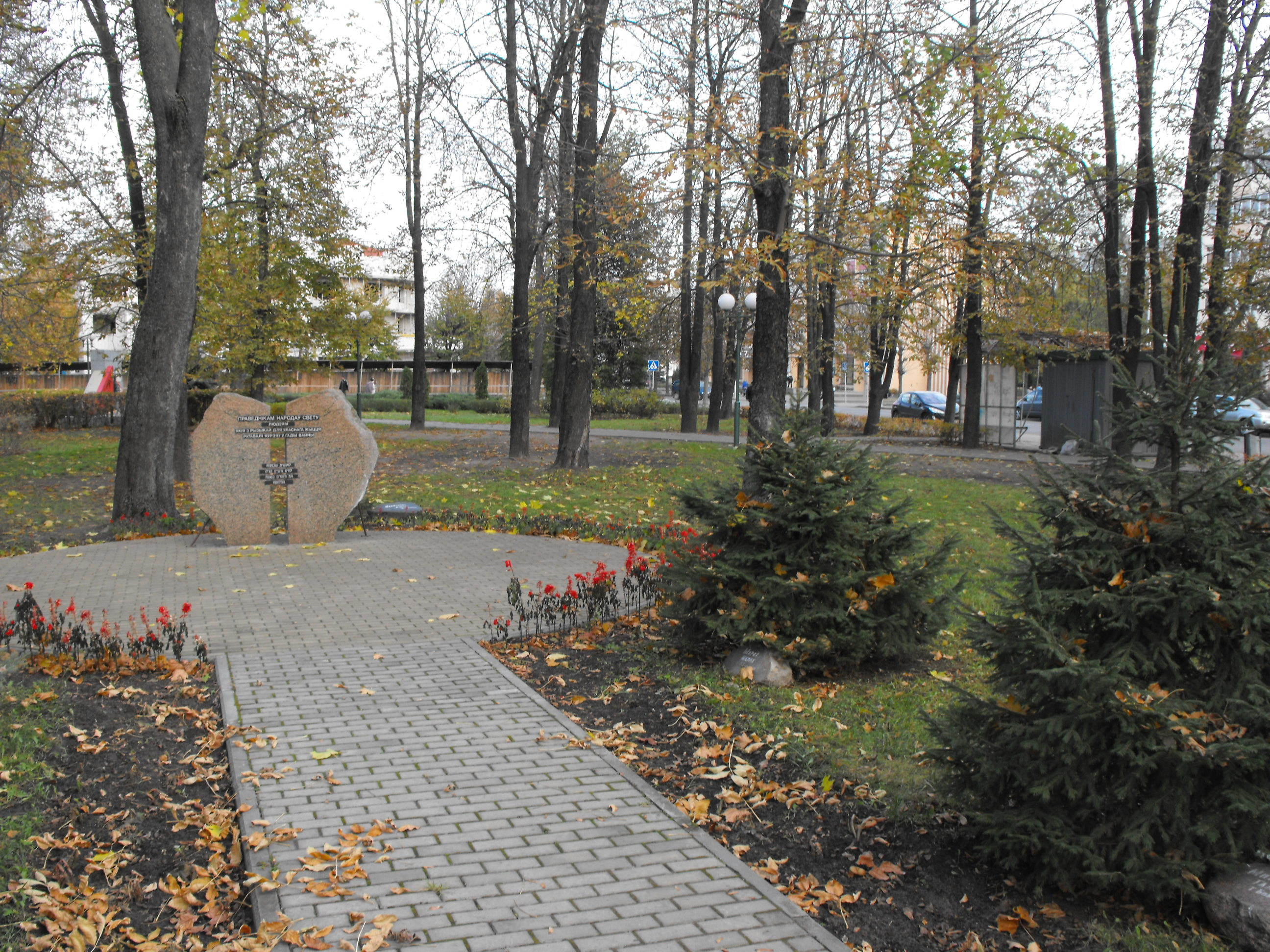
Аллея Праведников народов мира в Бобруйске

Пра́ведники наро́дов ми́ра (ивр. חסידי אומות העולם‎, «хасидей умот ха-олам») — почётное звание, присваиваемое израильским Институтом Катастрофы и героизма «Яд ва-Шем». Признанные получают именную медаль и Почетную грамоту, а их имена увековечивают в Яд ва-Шем на Горе Памяти в Иерусалиме.
Звание праведников народов мира присваивают неевреям, спасавшим евреев в годы нацистской оккупации Европы, Катастрофы (Шоа), рискуя при этом собственной жизнью. Об этом говорит Закон о создании Яд ва-Шем, принятый Кнессетом в 1953 году.
На 1 января 2023 года Институт Катастрофы и героизма «Яд ва-Шем» признал праведниками мира 28 486 человек из 51 страны.

## Деятельность праведников
Как пишет швейцарский историк Франсуа Визард, рассмотрение Холокоста часто ограничивается противопоставлением палачей и жертв. Однако существовала третья группа, чья деятельность имела важное значение: те, кто спасал преследуемых и помогал им. При этом они составляли небольшую долю от равнодушного к трагедии большинства.
Помощь евреям требовала большого мужества и самопожертвования. Нацисты угрожали смертью любому, кто укрывал евреев. Цена, которую пришлось заплатить многим спасителям, отличалась в разных странах. В Восточной Европе германские оккупанты убивали не только человека, который укрывал евреев, но также всю его семью. В Западной Европе репрессии были не такими жёсткими, однако и там многие праведники были убиты или погибли в концлагерях. И спасители, и те, кого они спасали, находились в постоянном страхе. Опасность могла грозить не только со стороны властей. Антисемитски настроенные соседи часто доносили на праведников. Литовский лесник Миколас Шимелис в 1945 был убит местными националистами за то, что прятал евреев во время германской оккупации. Швейцарский полицейский Пауль Грюнингер был подвергнут уголовному преследованию и уволен без пенсии за помощь еврейским беженцам в нелегальном пересечении границы.
В спасении евреев принимали участие люди самого разного социального происхождения — от неграмотных сельских жителей до членов королевских семей. Им помогали представители практически всех профессий: военные, чиновники, священники, рыбаки, рабочие, крестьяне, служащие, деятели науки и искусства, учителя, предприниматели и так далее.
В Польше было спасено около 120 тысяч евреев. По оценкам, до 350 тысяч поляков принимали участие в спасении евреев в той или иной мере, на разных стадиях спасения (Владислав Бартошевский оценивает это число до миллиона). Как минимум 5000 поляков, спасавших евреев или помогавших им, были казнены нацистами за эту помощь. Польское правительство в изгнании создало специальное подпольное агентство Жегота (пол. Żegota, Совет помощи евреям на оккупированной территории Польши; 1942—1945), чтобы организовать спасение евреев. Во главе его стояла Зофия Козак-Щуцка. Другой видный деятель этой организации — Ирена Сендлер. Польский подпольщик Ян Карский в 1942 году добрался до Великобритании с докладом об истреблении евреев и пытался привлечь внимание британских и американских политиков к необходимости оказать им помощь.
В Нидерландах, Норвегии, Бельгии и Франции подпольные организации, участвовавшие в сопротивлении, помогали евреям, главным образом в поиске убежища. В Дании, после предупреждения немецкого военного атташе Дуквица, простые датчане переправили на рыбацких лодках в Швецию 7000 из 8000 датских евреев; всё датское общество, включая и королевскую семью, открыто протестовало против расистских законов во время немецкой оккупации. Это привело к тому, что во время Второй мировой войны в Дании погибло лишь 60 евреев.
Сопротивление нацистам оказали болгары. Когда немцы потребовали выдать им болгарских евреев (их было около 50 000), поднялась вся общественность. Демократы, коммунисты, общественные деятели, члены парламента, священники православной церкви во главе с предстоятелем Болгарской православной церкви (экзархом Стефаном) встали на защиту евреев — граждан Болгарии. Царь Борис III неоднократно саботировал соответствующие указания Германии. Евреи были лишь высланы из столицы в провинцию. В результате удалось спасти около 50 000 человек. Однако 11 343 еврея из присоединённых во время войны к Болгарии Македонии и греческой Фракии были отправлены в Освенцим. В Израиле в 1996 году состоялось открытие «Болгарской памятной рощи», в которой установлены плиты в честь тех, кто способствовал спасению болгарских евреев.
Итальянские военные и гражданские власти в 1942—1943 годах также отказывались помогать в осуществлении отправки евреев из оккупированных Италией областей Югославии и Франции в лагеря смерти. Под немецким давлением итальянцы создали концлагеря для евреев (в частности, концлагерь Кампанья), но в них были относительно гуманные условия содержания.
Несмотря на жёсткую антисемитскую политику нацистов, в Германии периодически раздавались голоса протеста против преследования евреев. Крупнейшим спонтанным выступлением против антисемитской политики стала демонстрация на Розенштрассе в Берлине 27—28 февраля 1943 года этнических немцев — супругов и других родственников евреев, которым грозила отправка в лагеря. Во избежание скандала гауляйтер Берлина Геббельс распорядился освободить родственников демонстрантов, числом около 2000 человек, и направить их на принудительные работы в Берлине (почти все они дожили до конца войны).
В отдельных случаях для помощи евреям свои возможности использовали высокопоставленные немцы. Из этих спасителей наиболее известен Оскар Шиндлер — немецкий бизнесмен, спасший более тысячи евреев из лагеря Плашов, устроив их работать на свою фабрику.
Есть среди «праведников мира» дипломаты и гражданские чиновники. Среди наиболее известных — Аристидеш де Соуза Мендеш (Aristides de Sousa Mendes, Португалия), Тиунэ Сугихара (Япония) и Пауль Грюнингер (Швейцария), рисковавшие своей карьерой ради спасения евреев. Китайский генеральный консул в Вене Хэ Фэншань выдал евреям тысячи виз в Сингапур и другие страны. Сотрудник иранского посольства в Париже Абдул-Хусейн Сардари (чья история легла в основу сериала «Поворот на ноль градусов») также спасал евреев в оккупированном нацистами Париже, выдав им около трёх тысяч иранских виз. Но самый знаменитый дипломат, спасавший евреев, — это, вероятно, Рауль Валленберг из Швеции, спасший десятки тысяч венгерских евреев. Лишь в 2006 году стало широко известно имя сальвадорского дипломата — полковника Хосе Артуро Кастельяноса, выдавшего около 40 тысяч фальшивых документов о сальвадорском гражданстве европейским евреям (в основном из Венгрии), что позволило спасти более 25 тысяч человек. Среди праведников мира необходимо отметить сотрудника испанской миссии в Будапеште Джорджо Перласка и консула Испании в Афинах Себастьяна Ромеро Радигалеса.
С 6 марта 2013 года отмечается Европейский день памяти праведников мира. Он был установлен Европарламентом в 2012 году.

## Численность и критерии

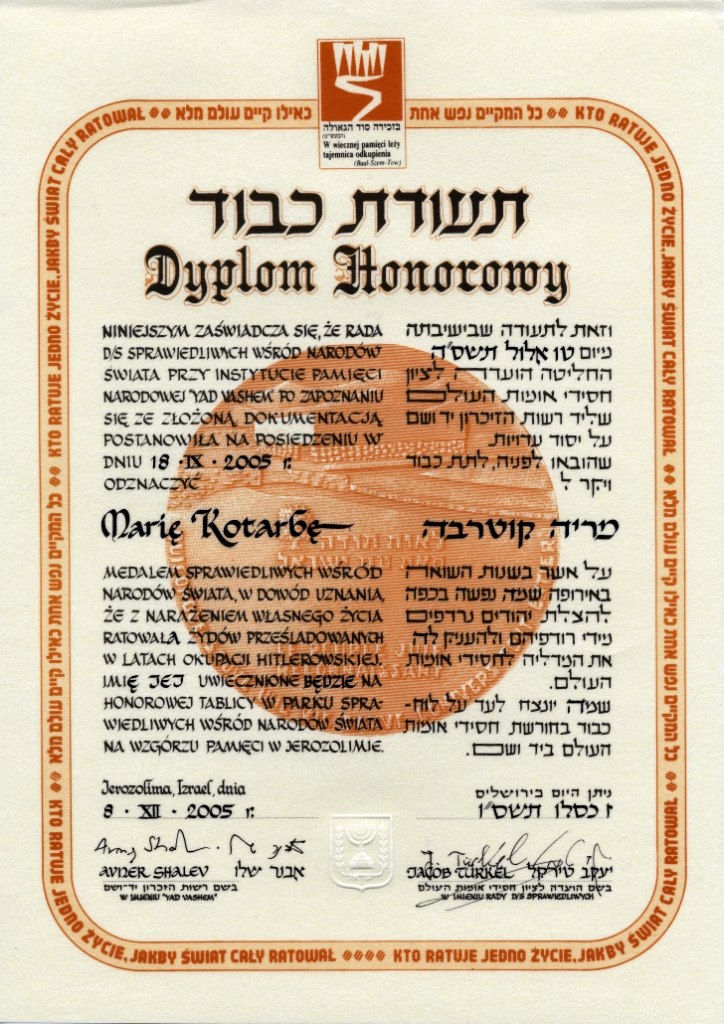
Диплом праведника мира польской партизанской связной Котарба, Мария на иврите и польском языке

На 1 января 2023 года «Яд ва-Шем» признал праведниками мира 28 486 человек из 51 страны. Этого звания удостоены все 117 жителей нидерландской деревни Ньивланде и более 40 жителей французской деревни Шамбон-сюр-Линьон.
Звание «Праведника мира» присуждается при соответствии следующим критериям:
1. Активное участие в спасении одного или нескольких евреев от опасности немедленного уничтожения или депортации в лагеря смерти.
2. Спаситель осознавал и подразумевал именно спасение еврея.
3. Действия спасителя не были мотивированы получением денежного вознаграждения или другой компенсации, как, например, переход спасаемого в другую веру, усыновление ребёнка и т. д., и если он брал деньги, то лишь для того, чтобы обеспечить успех спасения, а не с целью обогащения.
4. Существовала реальная опасность для спасавшего и его близких. В особых случаях принимается во внимание экономическое и общественное благополучие спасителя.
5. Всё вышеперечисленное подтверждается свидетельствами выживших, тех, кому была оказана помощь, или наличием подходящих документов, подтверждающих факт спасения и его обстоятельства.

Критерии были установлены с целью присвоения звания, поэтому они не всегда соответствуют методам научного исследования. В частности, основным требованием для рассмотрения дела в комиссии по присвоению звания является свидетельство спасённого о характере помощи. Всего в нескольких случаях комиссия приняла в качестве обоснования архивные документы как достаточное доказательство. Показания свидетелей являются не только необходимым критерием, но и часто единственным доказательством.
Большинство праведников было признано по обращениям самих спасённых, меньшинство по заявкам самих спасителей, историков или иных лиц. Данные о спасителях и спасённых ещё весьма неполны.
В честь каждого признанного праведником проводится церемония награждения, на которой самому праведнику или его наследникам вручается почётный сертификат и именная медаль, на которой на двух языках — иврите и французском — выгравирована надпись: «В благодарность от еврейского народа. Кто спасает одну жизнь, спасает весь мир».

## Статистика по странам
Распределение получивших звание Праведника мира по странам (на 1 января 2023 года):
| Страна             | Количество званий |
| ------------------ | ----------------- |
| Австрия            | 115               |
| Албания            | 75                |
| Армения            | 24                |
| Беларусь           | 683               |
| Бельгия            | 1803              |
| Болгария           | 20                |
| Босния             | 49                |
| Бразилия           | 2                 |
| Великобритания     | 22                |
| Венгрия            | 883               |
| Вьетнам            | 1                 |
| Германия           | 659               |
| Греция             | 365               |
| Грузия             | 1                 |
| Дания              | 22                |
| Египет             | 1                 |
| Индонезия          | 3                 |
| Ирландия           | 1                 |
| Испания            | 9                 |
| Италия             | 794               |
| Китай              | 2                 |
| Куба               | 1                 |
| Латвия             | 138               |
| Литва              | 924               |
| Люксембург         | 1                 |
| Северная Македония | 10                |
| Молдавия           | 79                |
| Нидерланды         | 6066              |
| Норвегия           | 68                |
| Перу               | 3                 |
| Польша             | 7280              |
| Португалия         | 3                 |
| Россия             | 221               |
| Румыния            | 69                |
| Сальвадор          | 1                 |
| Сербия             | 141               |
| Словакия           | 639               |
| Словения           | 16                |
| США                | 5                 |
| Турция             | 1                 |
| Украина            | 2707              |
| Франция            | 4255              |
| Хорватия           | 132               |
| Черногория         | 1                 |
| Чехия              | 125               |
| Чили               | 2                 |
| Швейцария          | 49                |
| Швеция             | 10                |
| Эквадор            | 1                 |
| Эстония            | 3                 |
| Япония             | 1                 |
| Всего              | 28 486            |

Яд ва-Шем отмечает, что по этой статистике не следует делать выводы об отношении к евреям и масштабах спасения в разных странах. Эта статистика не отражает полного масштаба явления, а лишь ту информацию, которая стала доступна Яд ва-Шем. Например, в странах Восточной Европы возможность вести исследования и награждать праведников была долгие годы заблокирована коммунистическими режимами. Кроме прочего, в разных странах под контролем нацистов были существенно разные условия: количество евреев, способы реализации окончательного решения еврейского вопроса, формы управления, исторические традиции, уровень влияния еврейской общины, отношение населения к евреям и так далее. Эти и другие факторы влияли на число спасённых и спасителей в каждой стране.

## Известные праведники

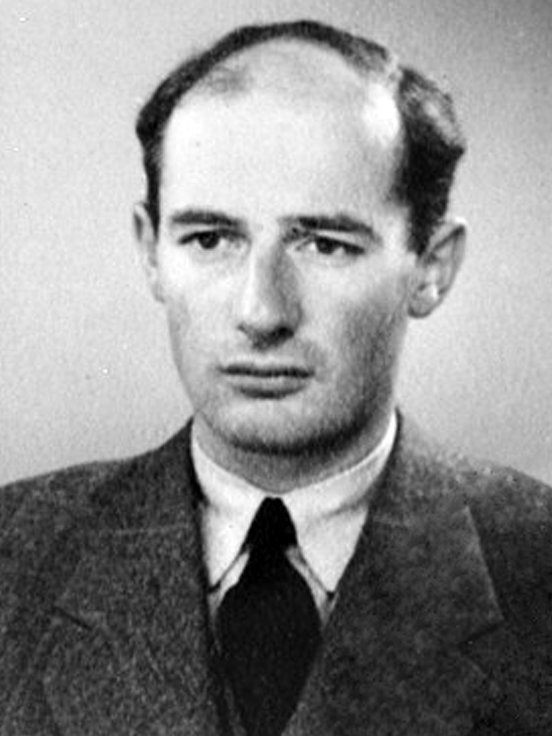
Рауль Валленберг
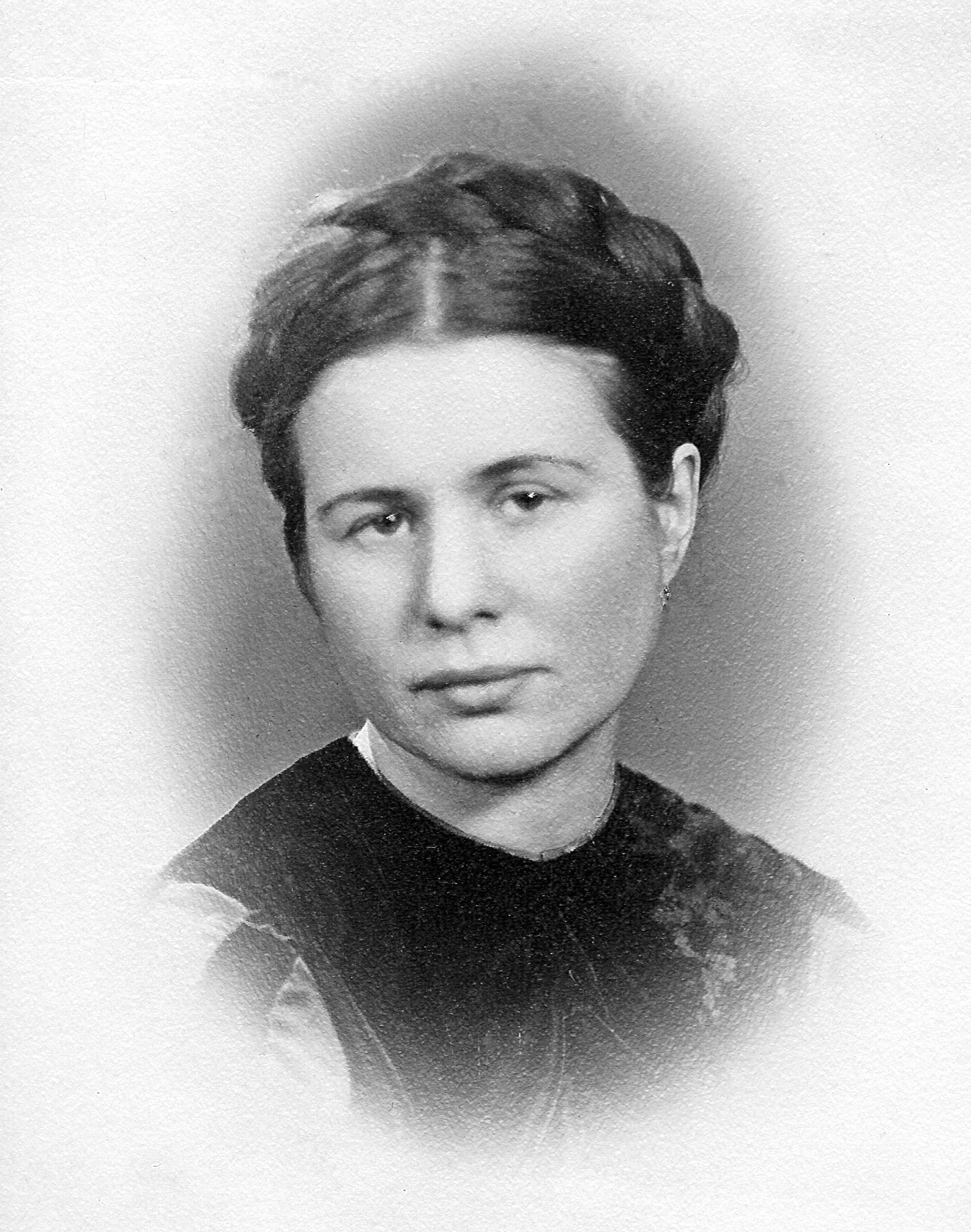
Ирена Сендлерова
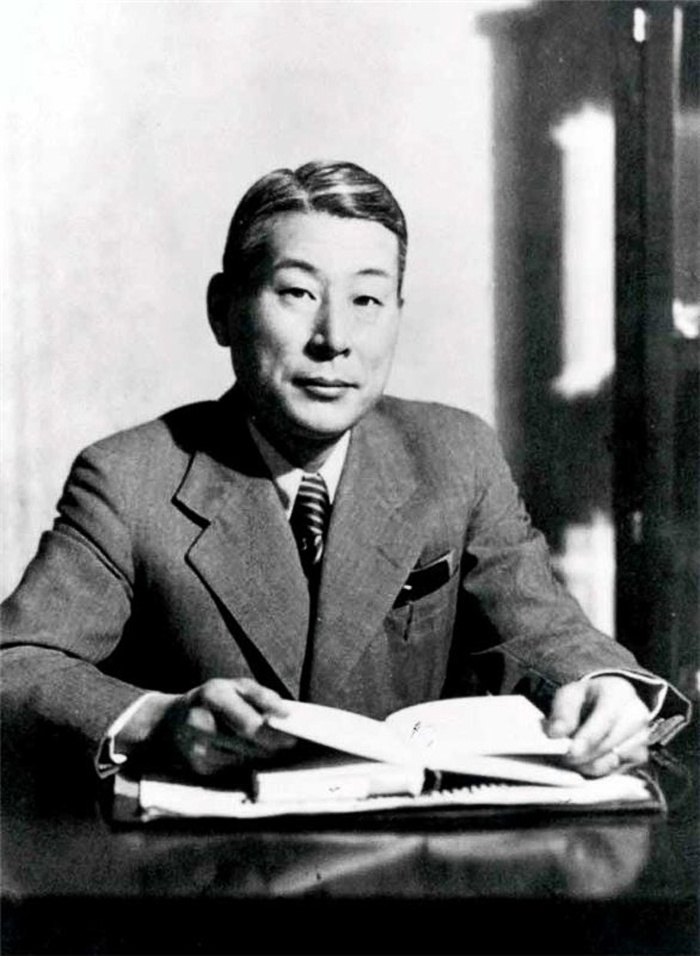
Тиунэ Сугихара
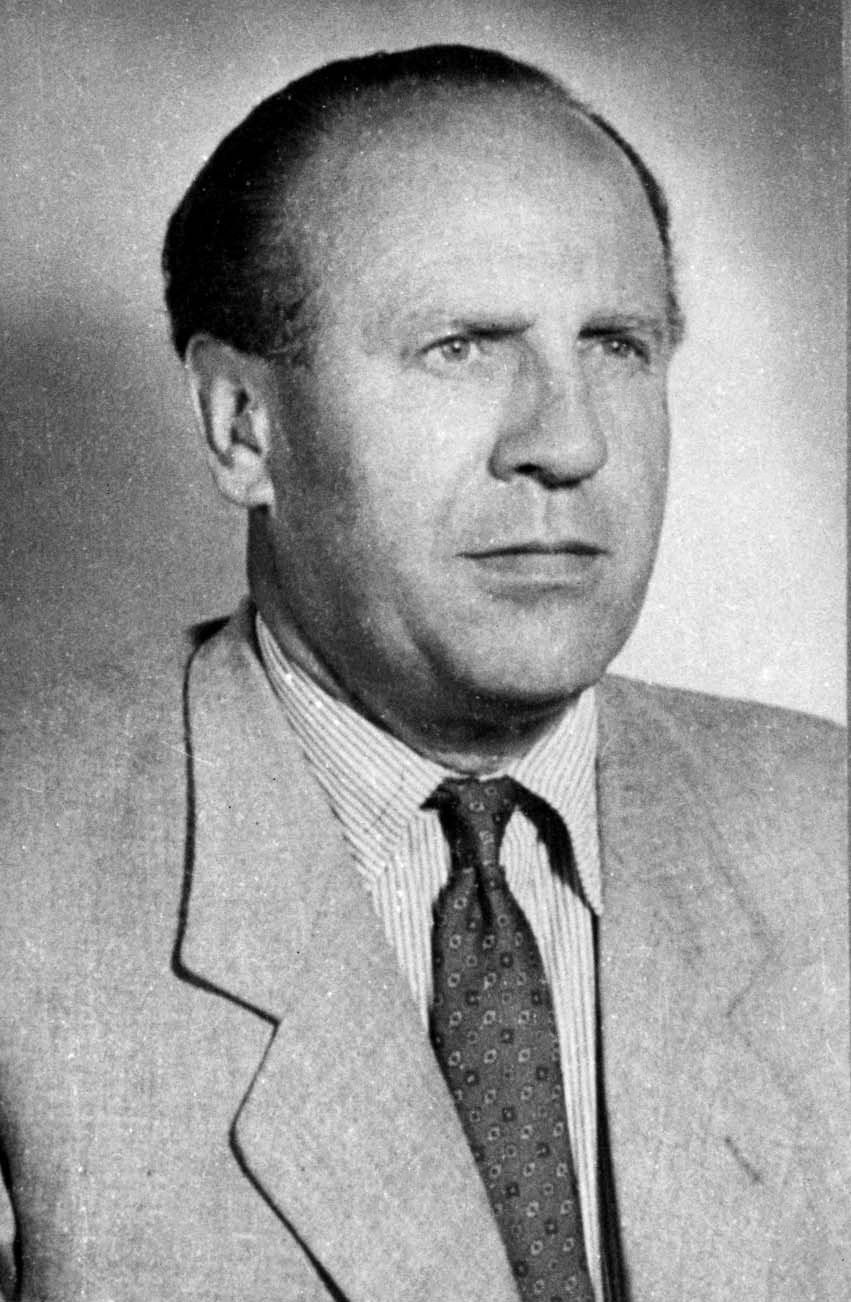
Оскар Шиндлер
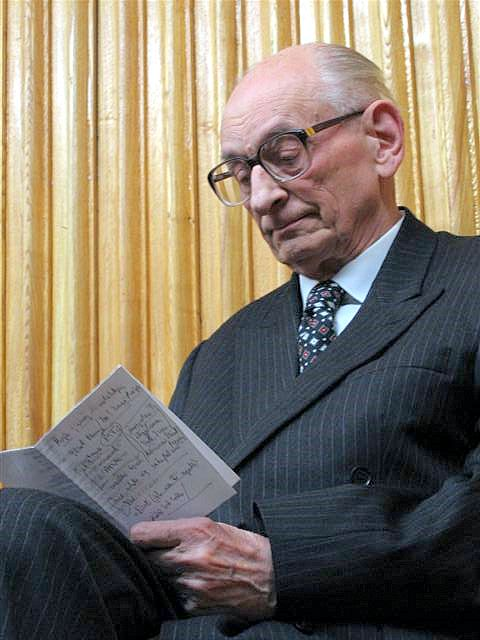
Владислав Бартошевский
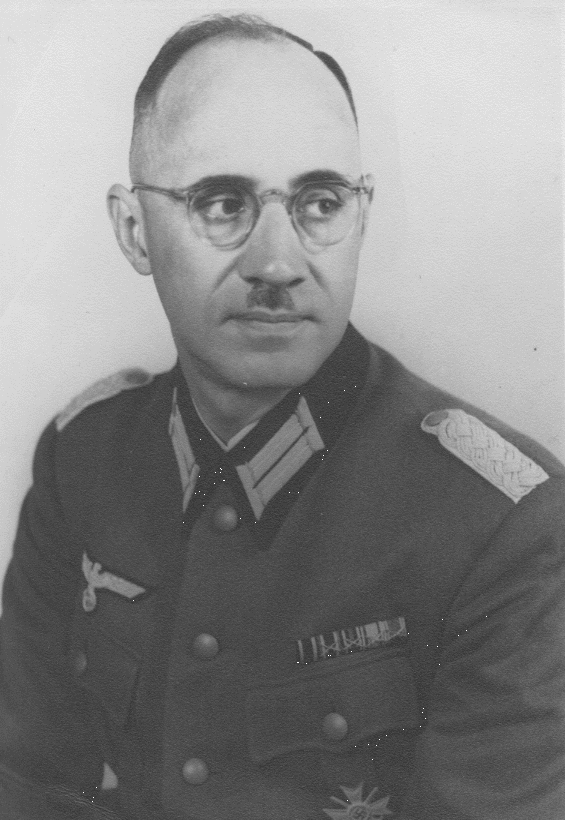
Карл Плагге

## Отношение к праведникам
Праведники, их супруги и дети, имеют право на почётное гражданство Израиля. Живущие в Израиле праведники мира (а также их вдовы, вдовцы или несовершеннолетние дети) имеют ряд льгот. В частности, они получают ежемесячные выплаты в размере средней заработной платы, выплаты на оздоровление и имеют льготы по уплате муниципального налога.
В европейских странах, где живут праведники мира, например в Великобритании, Германии, Австрии, Украине, многие из них награждаются национальными наградами. Правительство Франции награждает праведников, действовавших на её территории, орденом Почётного легиона, в том числе и граждан других стран (к примеру вьетнамского праведника Поля Нгуен Конг Аня). В 2004 году председатели научно-просветительного центра «Холокост» Алла Гербер и Илья Альтман обратились к президенту России Владимиру Путину с просьбой отметить заслуги российских праведников мира, но через год материалы были возвращены обратно. Позже Илья Альтман заявил, что «Россия — единственное государство, которое не награждает никак государственными наградами людей, признанных Яд-Вашем „праведниками мира“».
Российский еврейский конгресс с 1996 года оказывает каждому живущему в России праведнику мира ежемесячную материальную помощь. По состоянию на 1 декабря 2010 года из российских праведников мира в живых оставалось 9 человек.

## Видео
- Праведники народов мира. Часть 1 на YouTube
- Праведники народов мира. Часть 2 на YouTube